# Lancaster County Courthouse
Lancaster County Courthouse je historická budova soudu v Lancasteru, v Pensylvánii. Původní budova byla postavena v letech 1852 až 1855 podle návrhu architekta Samuela Sloana (1815–1884). Severní křídlo bylo dostavěno v období 1896 až 1898, a nízká křídla po stranách venkovního schodiště byla přidána v letech 1926-1927. Tyto pozdější úpravy projektovali James H. Warner a C. Emlen Urban. Stavba je v novorománském slohu.
V roce 1978 byl zařazen do National Register of Historic Places.